# Lemniscomys
Chuột cỏ vằn (Lemniscomys) là một chi động vật có vú trong họ Muridae, bộ Gặm nhấm. Chi này được Trouessart miêu tả năm 1881. Loài điển hình của chi này là Mus barbarus Linnaeus, 1766.

## Hình ảnh

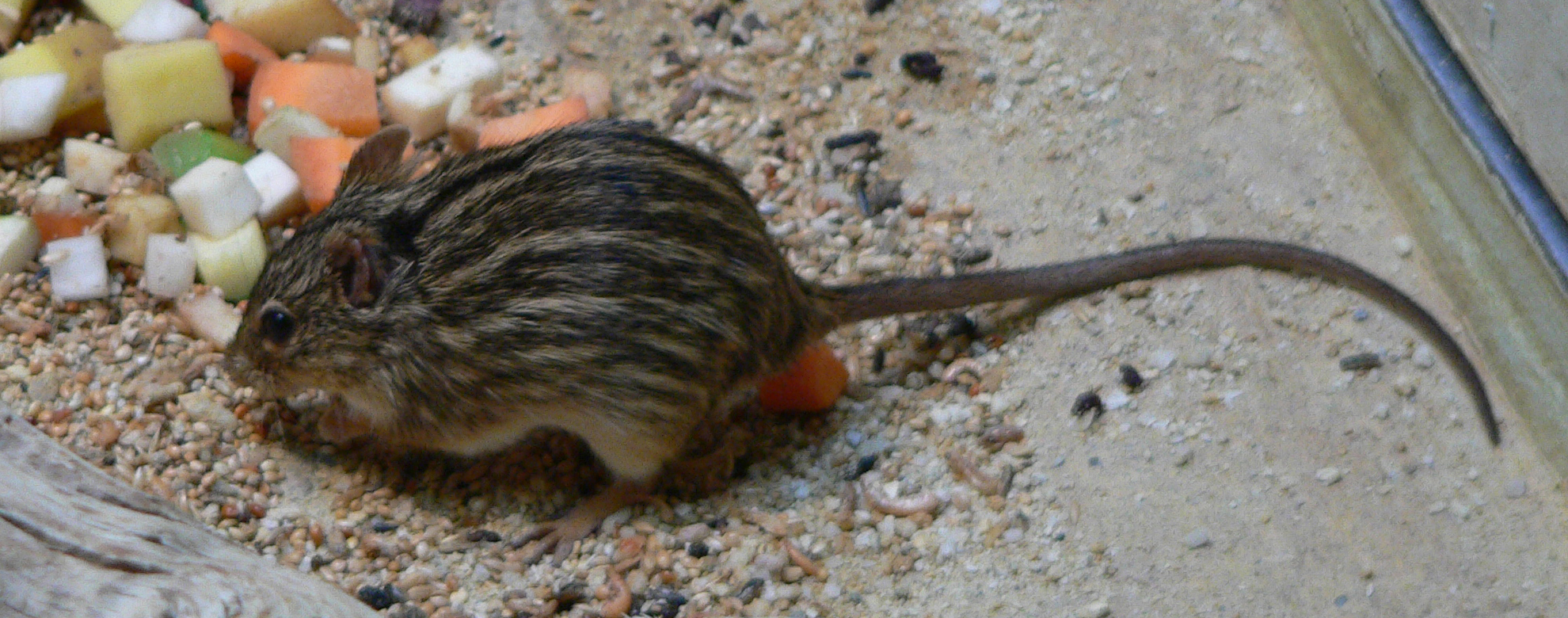
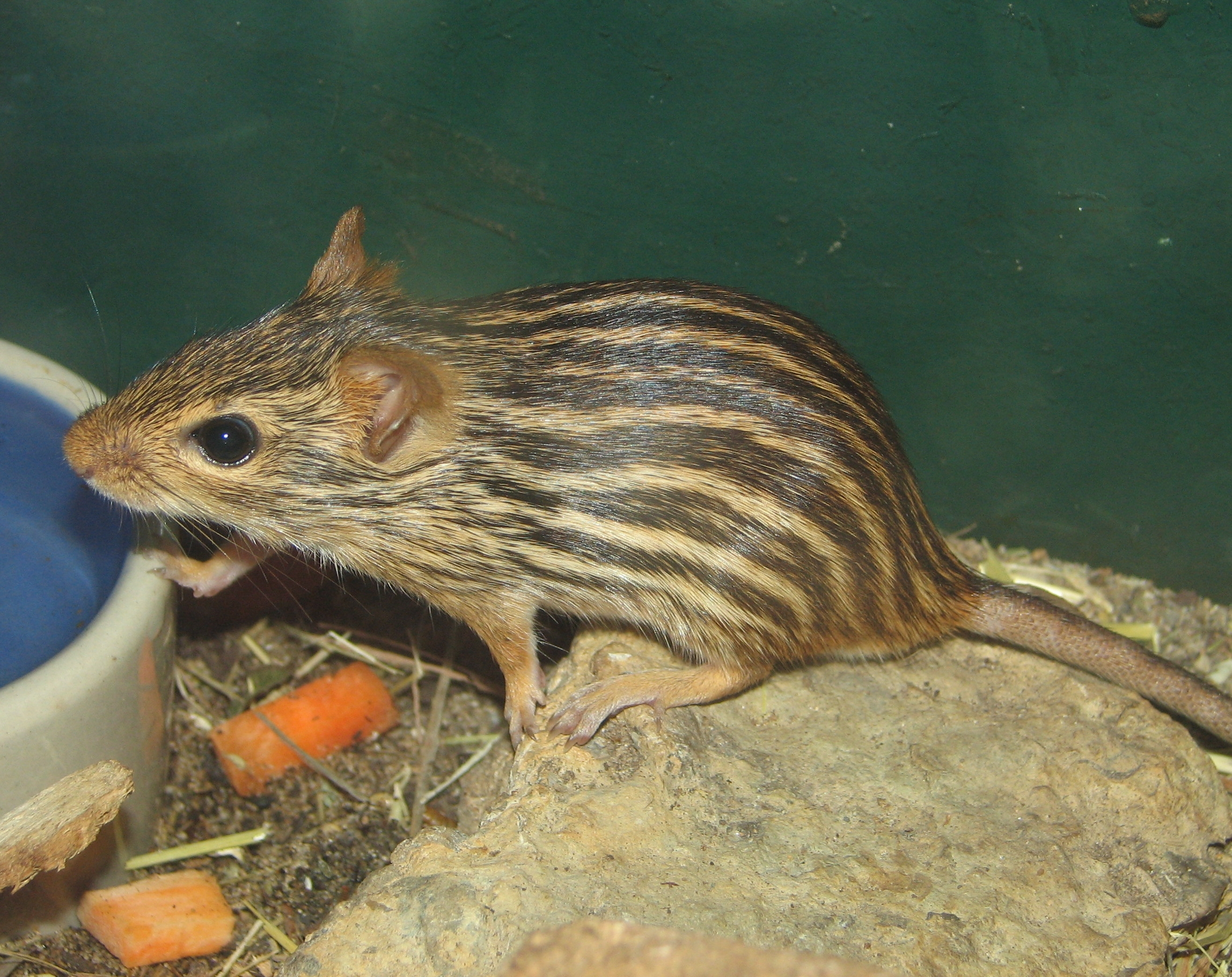
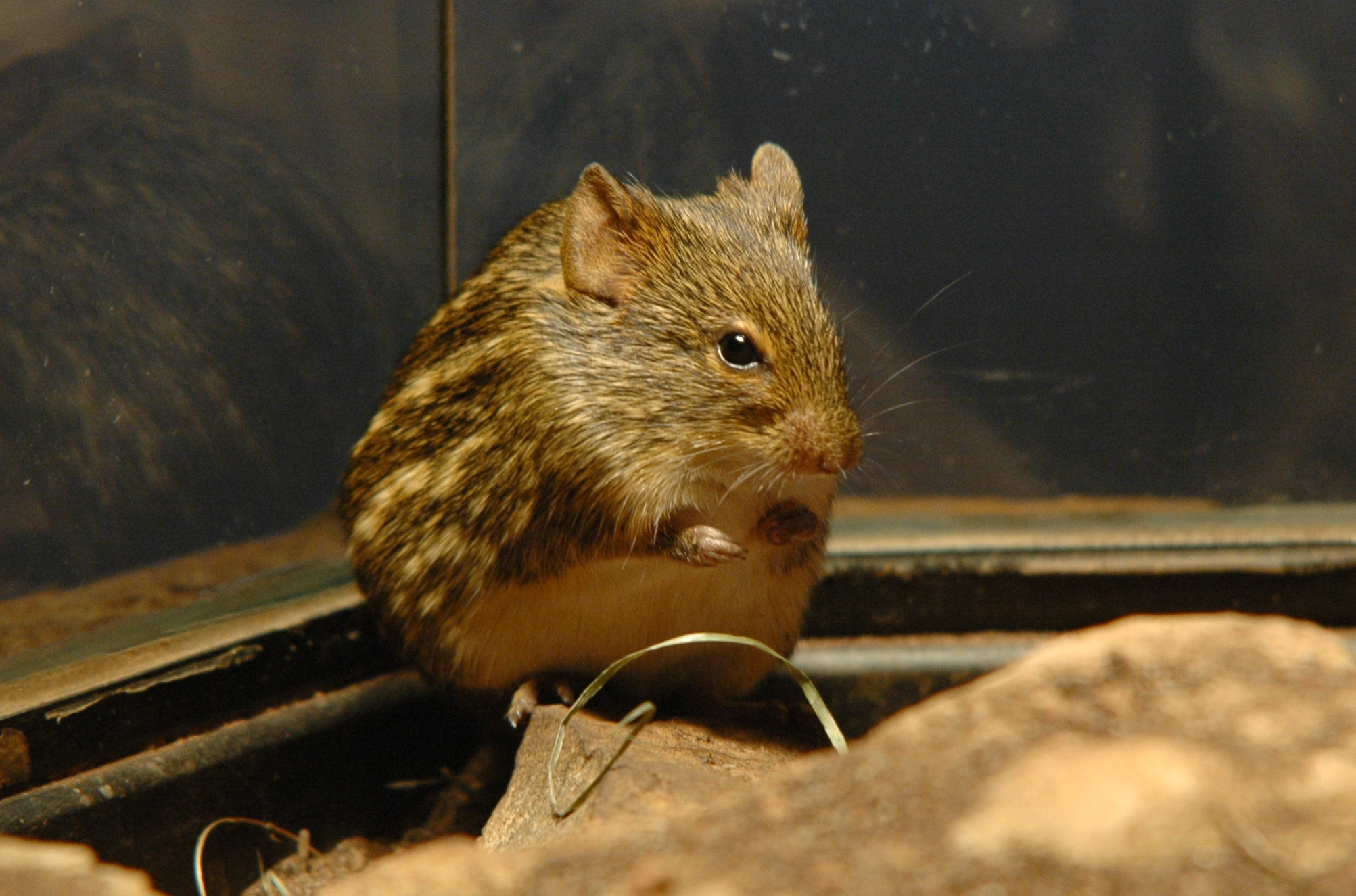
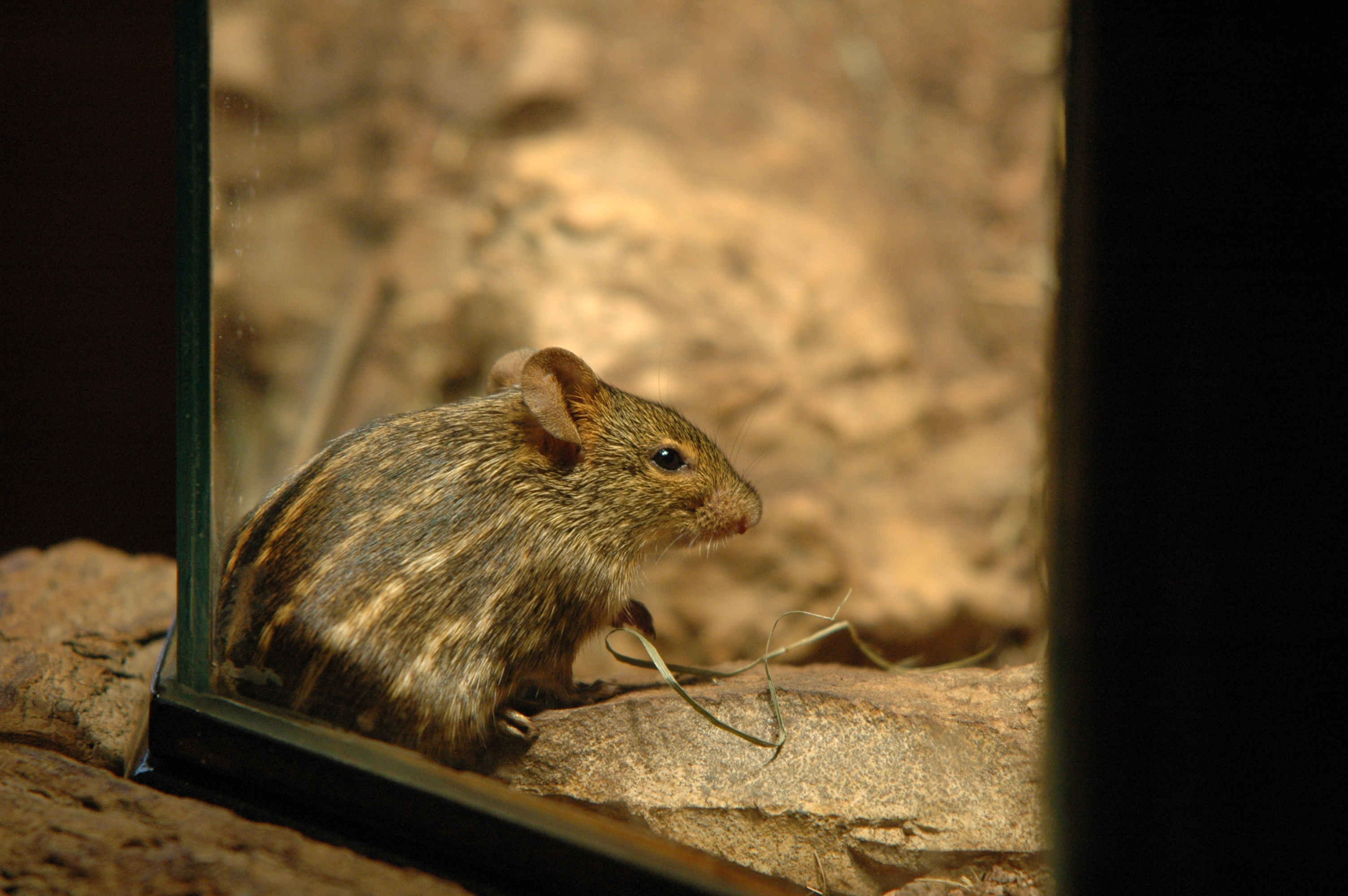

## Các loài
Chi này gồm các loài: